# Slag bij het Belleaubos
De Slag bij het Belleaubos was een strijd van groot psychologisch belang in de Eerste Wereldoorlog, want het was de eerste georganiseerde tegenaanval van de American Expeditionary Forces (AEF) van de oorlog onder het opperbevel van generaal John Pershing.
De strijd vond plaats in de bossen in de buurt van Belleau, dicht bij de Marne, tussen 1 juni en 26 juni 1918 met de Tweede US Infanteriedivisie, bestaande uit het 23ste Infanterieregiment en een Marinebrigade onder leiding van generaal James G. Harbord, die de Duitse troepen, verschanst in deze bossen, aanvielen.
Deze slag houdt het trieste record van meeste Amerikaanse soldaten gedood in één gevecht in de Eerste Wereldoorlog.
De slag bij het Belleaubos wordt nog steeds beschouwd als de eerste grote betrokkenheid in een geallieerde aanval van de Mariniers.

## Verloop van de gevechten

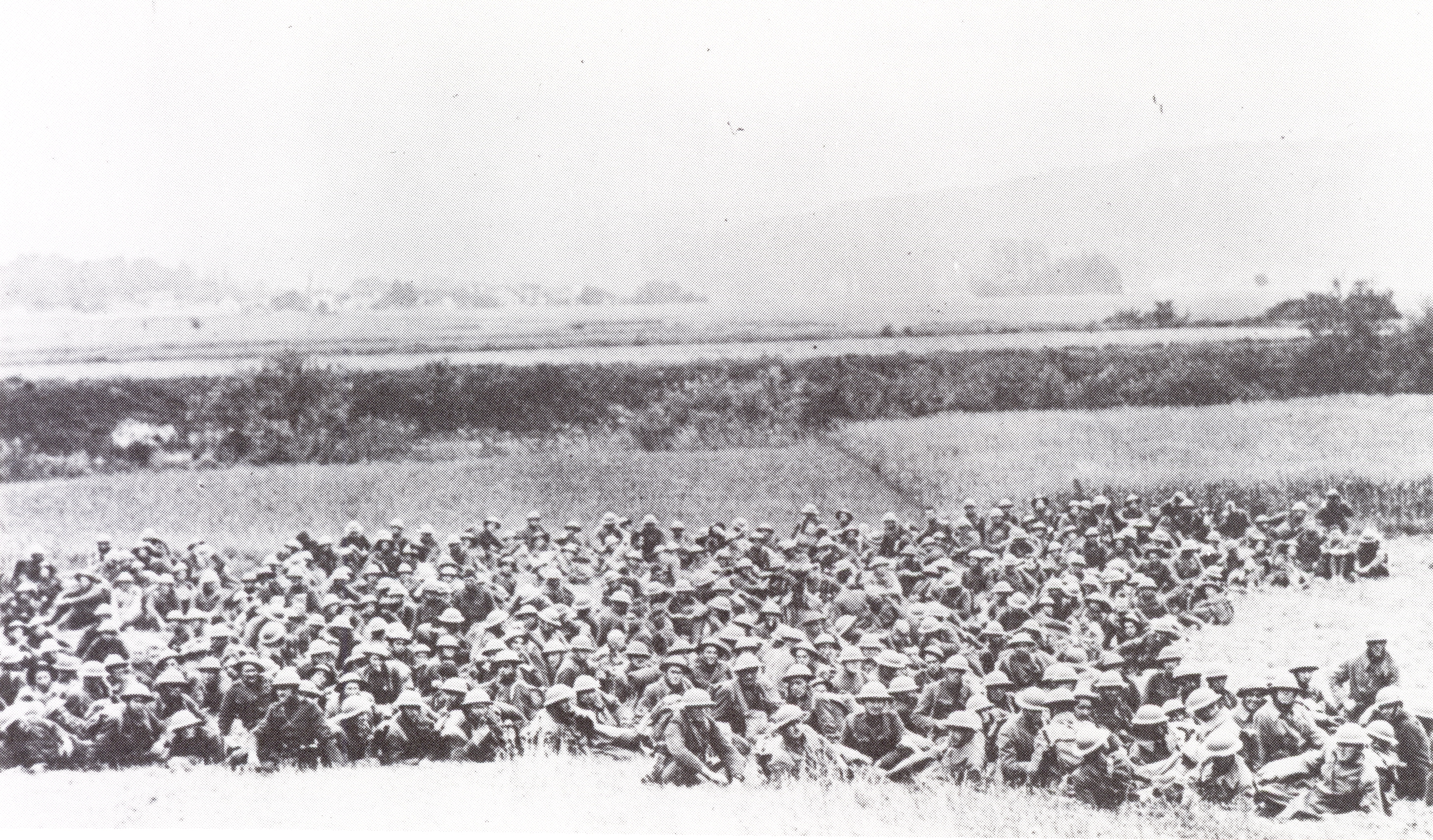
Amerikaanse Mariniers nemen even verpozing aan de rand van het Belleaubos

Op 27 mei 1918, na het Duitse offensief op de Chemin des Dames, waren de Franse linies 50 km naar achteren verschoven, tussen Noyon en Reims. Op 31 mei begon de 2de Amerikaanse Divisie, bestaande uit 26.665 soldaten, waaronder 1.063 officiers, met het bouwen van defensieve stellingen rond Château-Thierry. De beslissing van de geallieerde opperbevelhebber Foch dat het Zesde Franse Leger moest aanvallen, betrok ook de 2de Amerikaanse Divisie bij deze strategie.
In de nacht van 5 juni begonnen de Mariniers en het 23ste US Infanterieregiment hun tegenaanvallen en begonnen op te rukken in het Belleaubos. De dag erna rapporteerde een bataljon van het 23ste Infanterieregiment grote verliezen: 27 doden en 225 gewonden, dit zou de toon aangeven voor de verliezen die alle eenheden leden. Op 10 juni zetten de Mariniers onder leiding van James G. Harbord de Duitsers ten zuiden van het Belleaubos sterk onder druk. Na twee dagen verminderde de Duitse weerstand: 500 Duitsers werden gevangengenomen en 35 mitrailleurs werden in beslag genomen, evenals hun munitie. Na tien dagen van verwoede gevechten verjoegen de Amerikanen de laatste Duitsers uit de noordkant van het bos. Daarbij namen zij 300 Duitsers gevangen en namen ook het dorp Bouresches in.
Na drie weken, op 24 juni, was het bos volledig heroverd. Inmiddels avanceerde het 9de Amerikaanse Infanterieregiment langs de weg naar de Marne maar werd tot staan gebracht op 1.5 km van Château-Thierry. In de nacht van 1 juli werd nog een aanval op het dorpje Vaux uitgevoerd door het 23ste Infanterieregiment onder bevel van kolonel Malone. De Tweede Amerikaanse Divisie werd op 6 juli afgelost door de pas getrainde 26ste Amerikaanse Divisie.
Château-Thierry werd pas heroverd op 21 juli, tijdens de Slag bij Château-Thierry, ook een Amerikaanse aanval.
De vliegdekschepen USS Bellau Wood, een schip uit de Tweede Wereldoorlog, en de USS Belleau Wood (LHA-3), operationeel van 1978 tot 2005 zijn naar deze slag vernoemd.
Luik · Halen · Grenzen · 1ste Marne · Antwerpen · Race naar de Zee · 1ste Ieper · Neuve-Chapelle · 2de Ieper · 2de Artesië · Heuvel 62 · 3de Artesië · Loos · Verdun · Hulluch · Mount Sorrel (Zillebeke) · Somme · Arras · Vimy · 2de Aisne (Nivelle-Offensief) · Mesen · 3de Ieper (Passendale) · Cambrai · Lenteoffensief (Michael · Blücher-Yorck · Gneisenau · Georgette — 4de Ieper · 2de Marne — Rheims-Marneschutz) · Belleaubos · Château-Thierry · Hamel · Honderddagenoffensief